# Upper Cumberworth
Upper Cumberworth – wieś w Anglii, w hrabstwie ceremonialnym West Yorkshire, w dystrykcie metropolitalnym Kirklees. Leży 27 km na południe od miasta Leeds i 253 km na północny zachód od Londynu. Wieś położona jest w rejonie rolniczym jednak z dobrym połączeniem ważnych metropolii: Manchester, Leeds i Sheffield. W bezpośrednim sąsiedztwie Upper (górny) znajduje się Lower (dolny) Cumberworth.